# Pisa Beach Soccer
L'Associazione Sportiva Dilettantistica Pisa Beach Soccer è una squadra di beach soccer (calcio da spiaggia) che rappresenta la città di Pisa. Milita in Serie A, il massimo campionato italiano di beach soccer.

## Storia
L'esordio ufficiale del Pisa Beach Soccer avviene il 29 maggio 2014 con il primo turno di Coppa Italia contro il Viareggio (6 a 0 per i viareggini). I nerazzurri, guidati dal mister Francesco Cecchi, chiudono la competizione al sedicesimo posto.
Il debutto in Serie A avviene il 28 giugno 2014 e coincide con la vittoria nella prima giornata del girone A a Lignano Sabbiadoro, vincendo per 3 a 2 contro la Sambenedettese.
Il primo anno vede la compagine nerazzurra piazzarsi al sesto posto del girone A.
Nel 2015, sempre allenato da Cecchi, la squadra alfea migliora il piazzamento dell'anno precedente conquistando il nono posto in Coppa Italia e in campionato conferma il sesto posto, non riuscendo così a qualificarsi alla fase finale del campionato.
Il 2016 inizia con un importante avvicendamento sulla panchina. Cecchi lascia e al suo posto succede Matteo Marrucci (già giocatore del Pisa da un anno e pilastro della difesa della nazionale italiana) che, con il doppio ruolo di giocatore-allenatore, trascina per la prima volta nella storia la squadra nerazzurra alle finali scudetto dove riesce a conquistare il quarto posto.
Nel 2017 si punta sulla continuità a livello tecnico. Marrucci resta alla guida e la rosa si sistema con pochi ma mirati inserimenti. La stagione inizia con un quarto posto in Coppa Italia a Terracina e finisce con uno storico terzo posto alle finali scudetto, dopo aver perso la finalissima all'ultimo secondo della semifinale contro il Catania.
Il 7 novembre 2017, presso la sede del Pisa Sporting Club, viene ufficializzato lo storico accordo di collaborazione tra la formazione nerazzurra di calcio a 11 (all'epoca militante in Serie C) presieduta da Giuseppe Corrado e il Pisa Beach Soccer, rappresentato dal presidente Alessandro Donati.
Alla data della firma dell'accordo il Pisa Beach Soccer era l'unica realtà del panorama italiano del calcio da spiaggia ad avere un rapporto di collaborazione diretto con una società professionistica di calcio a undici.
Il 18 aprile 2018 viene nominato nuovo CT della formazione pisana il brasiliano Juninho Cinco, campione del mondo per 8 volte, che va a sostituire nella carica di CT Matteo Marrucci, nel frattempo diventato allenatore della nazionale tedesca di beach soccer. Marrucci rimane però come direttore tecnico.
A febbraio 2019 viene nominato allenatore Nicola Lami con un contratto triennale; al primo anno la squadra alfea raggiungerà il sesto posto in Coppa Italia e il settimo posto in campionato. L'anno successivo la serie A si ferma, la stagione 2020 di beach soccer è annullata causa Covid-19.
Il 2021 è l'anno dei record in termini di risultati. La formazione nerazzurra ottiene un secondo posto in Coppa Italia (dopo una rocambolesca finale persa ai rigori) e la vittoria del primo storico scudetto.
Nel 2022 vince il suo secondo scudetto e la prima Coppa Italia, disputando anche la finale della Supercoppa, persa contro il Catania.
Nel 2023 il Pisa vince la sua prima Supercoppa italiana, giocata nuovamente contro il Catania e disputa anche la finale della Euro Winners Cup (la Champions del beach soccer), a Nazaré in Portogallo, contro gli israeliani del Falfala Kafr Kassem. La partita finisce 2-2 nei tempi regolamentari, ma ai rigori i nerazzurri vengono sconfitti per 5-3.
Nella stagione 2024 il Pisa Beach Soccer sponsorizzato Lenergy raggiunge nuovamente la finale di Euro Winners Cup perdendo 5-3 contro lo Sporting Club Braga. Sconfitta in finale anche nel campionato Italiano dove si impone il Catania 4-3.
Nella stagione 2025 il Pisa cambia volto: arrivato Fazzini e Bartacca dal Viareggio, Percia Montani, ma soprattutto si registra il ritorno di Datinha. Il Pisa paga tanti, infortuni, esce anzitempo dalla Euro Winners Cup e dalla Coppa Italia, ma chiude al secondo posto la regular season di Serie A e nelle final Eight sfodera tre grandi partite battendo il Cagliari BS 7-1, il Napoli BS 5-4 ed il finale 2-1 il Catania Beach Soccer conquistando così il terzo scudetto della sua storia.

## Società

### Allenatori e presidenti
- 2014-2015  Francesco Cecchi
- 2016-2017  Matteo Marrucci
- 2018  Juninho Cinco
- 2019-2022  Nicola Lami
- 2022-  Matteo Marrucci

- 2014  Antonio Colicelli
- 2015-ad oggi  Alessandro Donati

## Palmarès

### Competizioni nazionali
- Campionato di Serie A: 3

2021, 2022, 2025
- Coppa Italia: 1

2022
- Supercoppa italiana: 1

2023